# Ongles
Pour la partie cornée du doigt ou de l’orteil, voir Ongle.
Ongles est une commune française, située dans le département des Alpes-de-Haute-Provence en région Provence-Alpes-Côte d'Azur.
Le nom des habitants d’Ongles est Onglois,.

## Géographie
Le village est situé à 613 m d’altitude.

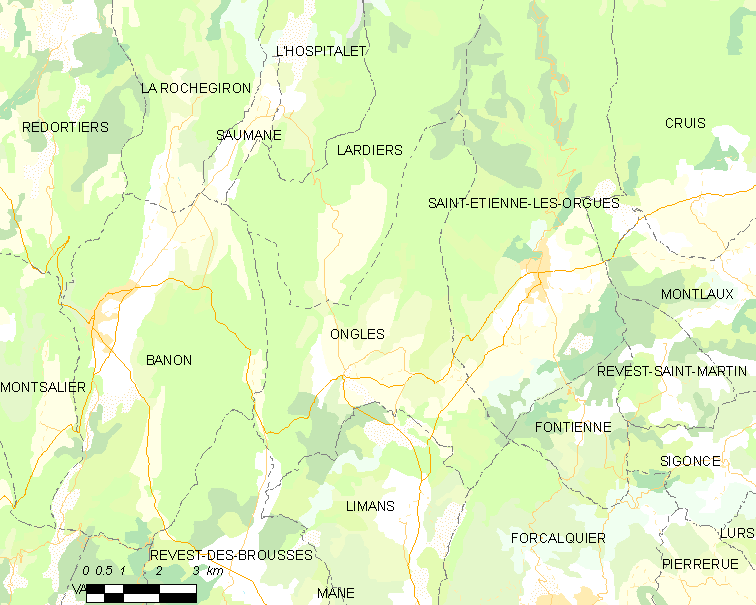
Ongles et les communes voisines (Cliquez sur la carte pour accéder à une grande carte avec la légende).

Le terrain calcaire a permis la création de nombreux phénomènes karstiques (avens de la Belette, de la Bizote, du Cassaïre, etc.).
La commune est traversée par le GR 6.

### Lieux dits et hameaux

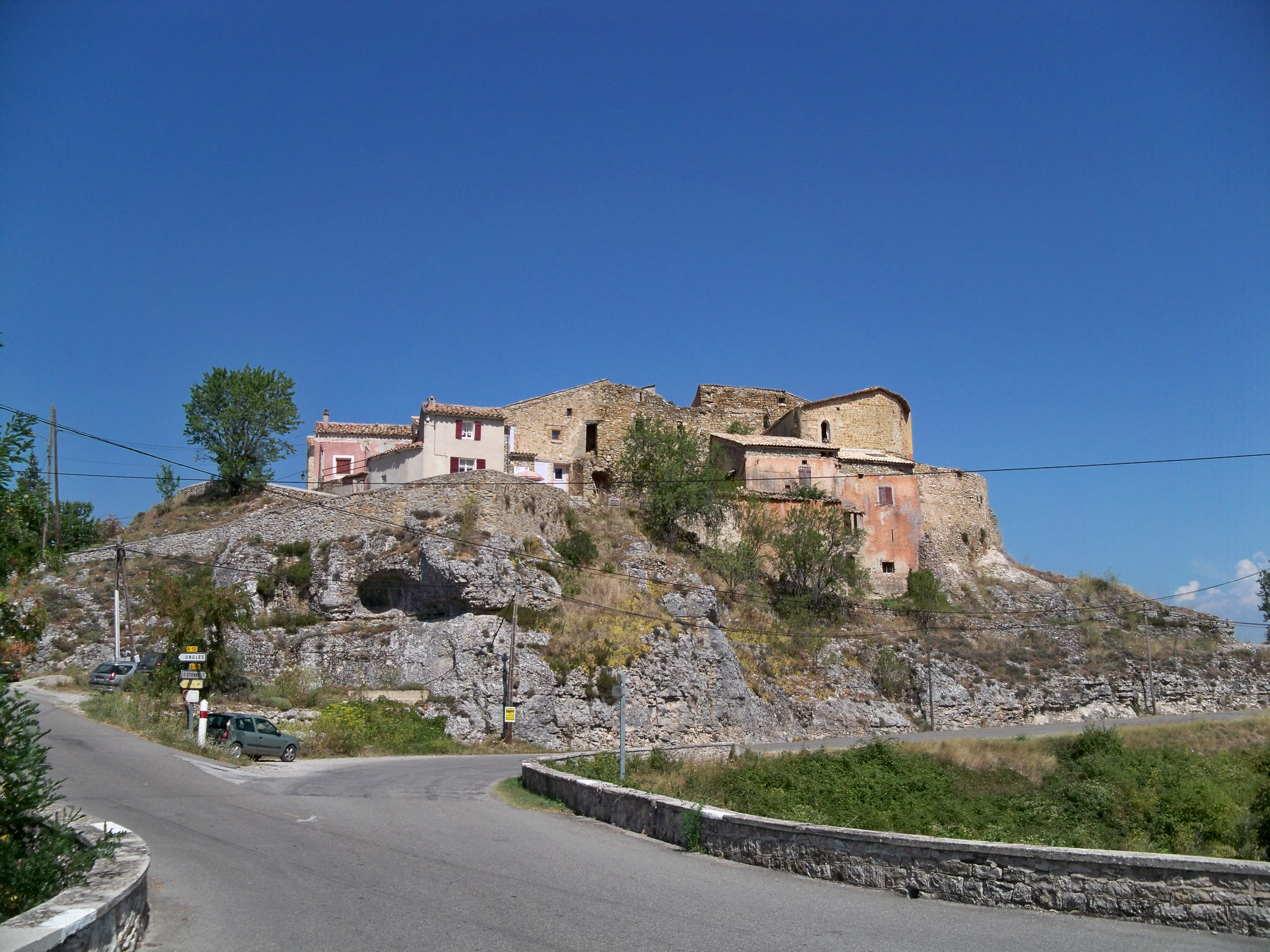
Hameau du Rocher d'Ongles.

La commune d'Ongles compte plusieurs hameaux :
- le Rocher d'Ongles ;
- Ganas ;
- Bouiron ;
- Les Vallettes.

### Végétation
La commune compte 1 707 ha de bois et forêts, soit 54 % de sa superficie.
L’asparagus sauvage est présent sur la commune.

### Géologie

Massif des Alpes et localisation des Préalpes de Digne.

Au nord de la commune, les roches sont essentiellement des calcaires cénomaniens ; au sud, ils sont recouverts d’une couche de grès verts. On trouve dans cette couche une grande diversité de formations géologiques : macignos, de grès ferrugineux, de marnes calcaires de couleur bleue, d’argiles de couleurs variées, de sables verts avec pyrites, des géodes, des coquilles marines.

### Climat
Pour des articles plus généraux, voir Climat de Provence-Alpes-Côte d'Azur et Climat des Alpes-de-Haute-Provence.
En 2010, le climat de la commune est de type climat méditerranéen altéré, selon une étude du Centre national de la recherche scientifique s'appuyant sur une série de données couvrant la période 1971-2000. En 2020, Météo-France publie une typologie des climats de la France métropolitaine dans laquelle la commune est exposée à un climat de montagne ou de marges de montagne et est dans la région climatique Provence, Languedoc-Roussillon, caractérisée par une pluviométrie faible en été, un très bon ensoleillement (2 600 h/an), un été chaud (21,5 °C), un air très sec en été, sec en toutes saisons, des vents forts (fréquence de 40 à 50 % de vents > 5 m/s) et peu de brouillards.
Pour la période 1971-2000, la température annuelle moyenne est de 11,4 °C, avec une amplitude thermique annuelle de 17,3 °C. Le cumul annuel moyen de précipitations est de 921 mm, avec 6,5 jours de précipitations en janvier et 3,9 jours en juillet. Pour la période 1991-2020, la température moyenne annuelle observée sur la station météorologique de Météo-France la plus proche, « Dauphin », sur la commune de Dauphin à 15 km à vol d'oiseau, est de 12,6 °C et le cumul annuel moyen de précipitations est de 693,2 mm. 
La température maximale relevée sur cette station est de 42,1 °C, atteinte le 28 juin 2019 ; la température minimale est de −16,4 °C, atteinte le 7 février 2012,,.
Les paramètres climatiques de la commune ont été estimés pour le milieu du siècle (2041-2070) selon différents scénarios d'émission de gaz à effet de serre à partir des nouvelles projections climatiques de référence DRIAS-2020. Ils sont consultables sur un site dédié publié par Météo-France en novembre 2022.

## Urbanisme

### Typologie
Au 1er janvier 2024, Ongles est catégorisée commune rurale à habitat dispersé, selon la nouvelle grille communale de densité à 7 niveaux définie par l'Insee en 2022.
Elle est située hors unité urbaine. Par ailleurs la commune fait partie de l'aire d'attraction de Forcalquier, dont elle est une commune de la couronne,. Cette aire, qui regroupe 7 communes, est catégorisée dans les aires de moins de 50 000 habitants,.

## Toponymie
Le site originel du village est le hameau ruiné de Vière qui a pu être occupé jusqu’au Bas-Empire romain.
Le nom de la localité est mentionné sous les formes Castrum d'Ungula en 1073, hospitalis de Ungula en 1274.
Le nom du village, tel qu’il apparaît dès 1073, serait une comparaison de la forme du rocher où le Vieux Ongles était construit avec un ongle,. Le couple Fénié y voit plutôt un vieil oronyme *on-k que l'on retrouve notamment dans le toponyme Ongrand.
Ongles se nomme Ongla en provençal selon la norme classique de l'occitan et Onglo selon la norme mistralienne.
Selon le couple Fénié, le nom du hameau de Ganas est issu de la racine oronymique *Gan-.

## Histoire

### Antiquité
Le village ancien (situé à Vière) succède à un oppidum occupé pendant la protohistoire et au Haut-Empire romain (jusqu’au IIe siècle), (selon d'autres auteurs, il n'est occupé qu'à la fin de l'Antiquité, voir plus bas).
Parmi des vestiges gallo-romains assez nombreux, on a retrouvé une fonderie de fer datant de l’époque gallo-romaine dans la commune . Dans l’Antiquité, le territoire d’Ongles fait partie de celui des Sogiontiques (Sogiontii), qui peuplent la montagne de Lure, en étant fédérés aux Voconces. Après la Conquête, ils sont rattachés avec eux à la province romaine de Narbonnaise. Au IIe siècle, ce peuple est détaché des Voconces et forme une civitas distincte, avec pour capitale Segustero (Sisteron).
Au Bas-Empire (IIIe et IVe siècles), l'oppidum de Vière est occupé.

### Moyen Âge
Alors que le sud-est de la Gaule était une terre burgonde, le roi des Ostrogoths Théodoric le Grand fait la conquête de la région entre la Durance, le Rhône et l’Isère en 510. La commune dépend donc brièvement à nouveau de l’Italie, jusqu’en 526. En effet, pour se réconcilier avec le roi burgonde Godomar III, la régente ostrogothe Amalasonte lui rend ce territoire.
La localité apparaît pour la première fois dans les chartes en 1073 (Ungula). Ongles se construit sur un éperon de Lure au Moyen Âge : le site est facile défendre, mais sans eau ,. On y retrouve un château, une église, la maison de la communauté .
La région est touchée plusieurs fois par la peste : d’abord la Grande Peste en 1348, puis les épidémies de retour en 1358, 1361, 1374 et 1391.

### Les Hospitaliers
La seigneurie est partagée entre les Hospitaliers de l'ordre de Saint-Jean de Jérusalem et l’abbaye Saint-Victor de Marseille. Elle est ensuite réunie à la vicomté de Reillanne (créée en 1379), passe aux d’Agoult (XIVe et XVe siècles), aux Glandevès (XVIe siècle), aux de Vins (XVIIe siècle) puis aux Arnaud-Badet jusqu’à la Révolution française. La communauté relève depuis le Moyen Âge jusqu’à la Révolution de la viguerie de Forcalquier.
Les Hospitaliers y possédaient également l’église Sainte-Marie de Boira à partir du début du XIIe siècle, à la suite d'une donation, et les revenus afférents. L’église était située au hameau actuel de Raynes, qui jouxte Bouiron.

### Des guerres de religion à la Révolution
Lors des guerres de Religion, le village est pris par les huguenots (1575) commandés par le baron de Consonoves. Il s’y retrancha, tout en permettant aux catholiques de pratiquer leur culte, mais est chassé en 1576 après plusieurs escarmouches contre la garnison de Forcalquier, . En 1586, c’est l’armée royale qui le met à sac. En 1596, les fortifications et le temple protestant sont détruits et le village se déplace dans la plaine. C’est surtout le hameau de Fontaine qui se développe, un peu plus bas, sur un replat bien exposé. Lorsque le trésorier de la Marine à Toulon, Jacques Bibaud de Lignonet y fait construire une vaste résidence (début des années 1670), le mouvement s’accélère. Lorsque la maison de la communauté est reconstruite en 1765 dans le village du bas, le vieux village — devenu Vière — ne compte plus que 12 des 132 maisons habitées de la communauté .
Le château construit à Fontaine introduit plusieurs innovations : il est doté d’une glacière et on y pratique, dès 1670, la sériciculture, ce qui fait de cette magnanerie une pionnière dans la région. Plus tard, la production de cocons de soie devient une culture spéculative importante pour la commune.
La Réforme, qui avait connu un certain succès à Ongles, une partie des habitants s’étant convertis. Malgré les guerres de Religion, la communauté protestante se maintient au XVIIe siècle autour de son temple, grâce à l’édit de Nantes (1598). Mais l’abolition de l’édit de Nantes (1688) lui fut fatal, et elle disparut, ses membres émigrant ou étant convertis de force.
La rédaction d’un terrier en 1689 permet de se rendre compte que la communauté avait une situation fiscale privilégiée : elle possédait son propre four, et le moulin à blé et le moulin à huile ne donnaient lieu à aucun droit de ban, il n’y avait aucun droit de péage sur le blé (pour les membres de la communauté), de champart, de tasque (équivalent de la taille), ni de capage ou fouage, non plus que de droit de mainmorte.
Au début du XVIIIe siècle, une mine d’argent est exploitée, le minerai du hameau des Orges se présentant sous forme de paillettes, mais sans que l’exploitation soit rentable.

### Révolution française
Durant la Révolution, la commune compte une société patriotique, créée après la fin de 1792.
Le château a probablement été vendu comme bien national : bien qu’on n'ait pas de trace de la vente, la commune et plusieurs habitants en sont propriétaires à la fin du XVIIIe siècle.

### XIXesiècle

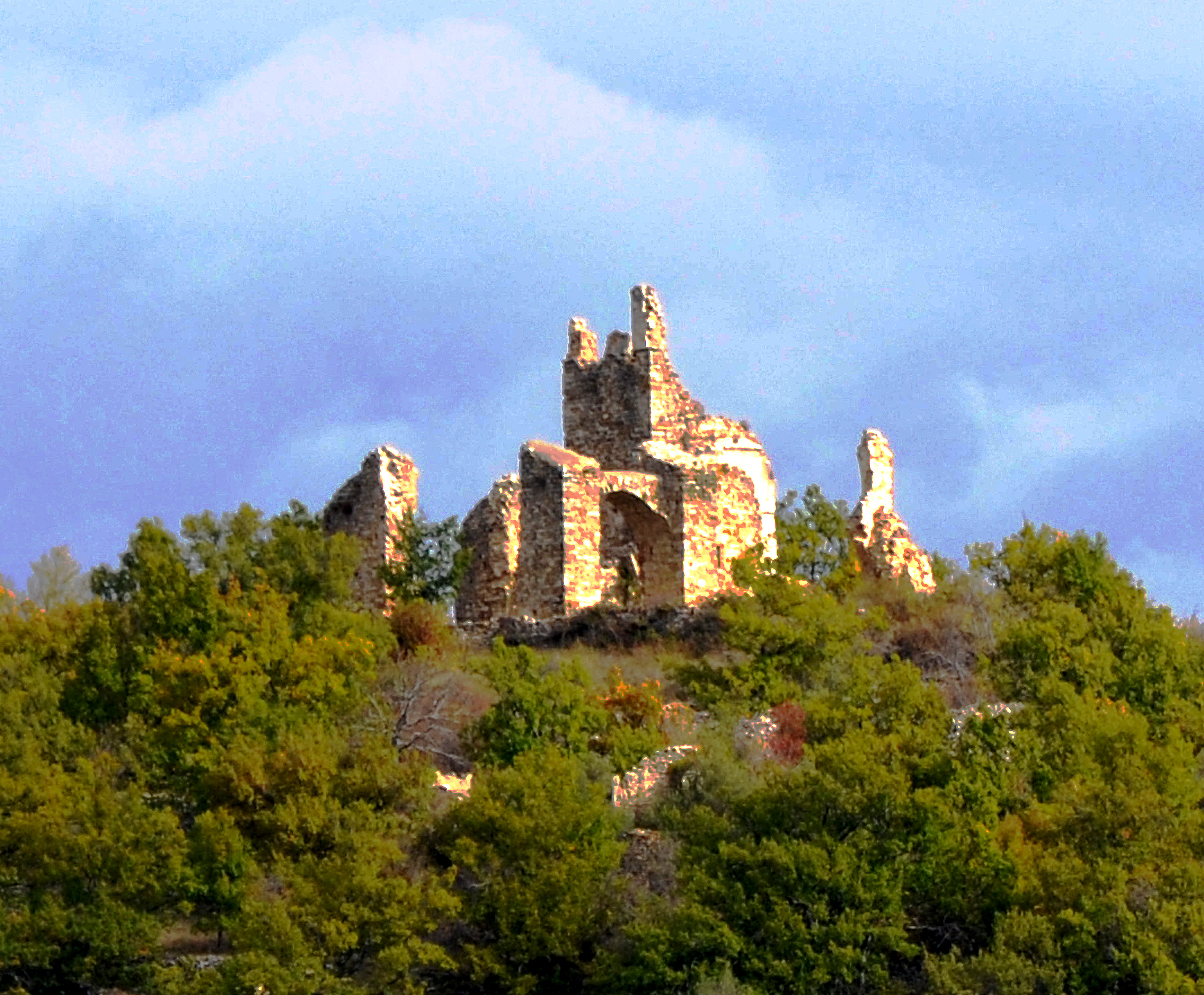
Les ruines du Vieil Ongles.

L’agriculture d’Ongles bénéficie de sols variés et d’altitudes relativement peu élevées, qui lui permettent des cultures variées. En 1805, les oliviers étaient exploités pour l’huile à Ongles ; les grès verts sous-Aptiens permettent de planter des châtaigniers. Néanmoins, la possession d’un cheval, qui suffit à signer l’exploitation prospère dans la montagne de Lure, est encore rare en 1804 : 2 seulement pour toute la commune. À la même époque, on compte 38 bœufs (soit quinze ou seize attelages, si on déduit les vieux bœufs conservés pour l’abattage). À la fin du siècle, on compte 36 chevaux dans la commune, avec moins d’exploitations : cela permet de cultiver des pièces plus grandes, et de compenser la baisse de main-d’œuvre, surtout après la Première Guerre mondiale.
Le coup d'État du 2 décembre 1851 commis par Louis-Napoléon Bonaparte contre la Deuxième République provoque un soulèvement armé dans les Basses-Alpes, en défense de la Constitution. Après l’échec de l’insurrection, une sévère répression poursuit ceux qui se sont levés pour défendre la République : 17 habitants d’Ongles sont traduits devant la commission mixte, la majorité étant condamnés à la déportation en Algérie.
La migration de l’habitat s’achève avec l’église, réinstallée en 1840 dans le château  acheté en 1825 par la commune et l’ancienne église paroissiale de Vière est abandonnée pour cet usage en 1841. Le village achève son déplacement de son site perché vers la plaine quand le bâtiment abritant la mairie et l’école de garçons sont construits à La Fontaine en 1861. En 1860, on ne compte plus que 4 habitants à Vière et le village est définitivement abandonné à la fin du siècle. Comme de nombreuses communes du département, Ongles a donc une école bien avant les lois Jules Ferry
. Bien que la loi Falloux (1851) n’impose l’ouverture d’une école de filles qu’aux communes de plus de 800 habitants, Ongles a aussi une école de filles.
Un peu plus tard, avec l’autonomie accrue des communes, c’est l’époque des premières réalisations édilitaires d’utilité publique, comme la fontaine publique.
La vigne, qui occupait 56 hectares en 1836 à Ongles, est presque abandonnée au cours du XIXe siècle à la suite de maladies. Des variétés hybrides sont plantées pour prendre le relais, alors que la culture de la lavande se répand. Plusieurs alambics situés sur la commune servaient à distiller l’essence qui était vendue pour le parfum. La sériciculture est aussi une source de revenus importante, avec 140 kg de cocons produits en 1836.

### XXesiècle
Au début du XXe siècle, la culture de la lavande se répand et une distillerie est créée au Rocher d’Ongles. La sériciculture surtout avait une place importante, avec 74 exploitations productrices et 2991 kg de cocons en 1900.
Jusqu’au milieu du XXe siècle, la vigne était cultivée à Ongles. Le vin produit, de qualité médiocre, était destiné à l’autoconsommation. Cette culture est aujourd’hui abandonnée.
Le 6 septembre 1962, dans le contexte de la fin de la guerre d'Algérie,  le maire André Laugier, et son adjoint Raymond Reybaud, accueillent 25 familles de réfugiés harkis (soit 133 personnes) majoritairement originaires de la région de Palestro (aujourd'hui Lakhdaria) en Kabylie. Ce rapatriement a été permis grâce à l’ancien officier de Section administrative spéciale (SAS) le lieutenant Durand qui commandait à Palestro, et qui s’est occupé du voyage et de l’accueil avec son épouse. Après avoir transité dans une ferme près de Palestro, le camp de Tefeschoun, puis Alger, Marseille, elles passent l’été au camp de Millau dans le Larzac pendant l’été. Enfin, elles sont dirigées vers les Basses-Alpes, où elles sont attendues par le préfet qui, prévenu par l’ancien officier de SAS, a donné son accord. Après une longue prospection des villages susceptibles de les accueillir, c’est finalement à Ongles que ces familles aboutissent le 6 septembre 1962  : le village est peu peuplé, forestier (ce qui justifie l’implantation d’un hameau de forestage), et possède quelques commerces. Pendant que les harkis construisent leur hameau, les familles campent avec du matériel militaire, excepté en novembre où la neige force leur accueil dans les familles et les granges du village. En décembre 1962, la construction du hameau de forestage est achevée. Après deux années pendant lesquelles les deux communautés ont sympathisé, le hameau de forestage ferme et la plupart des familles aboutissent à Cannes (cité des Mimosas).
À la fermeture du hameau de forestage, en 1965, les structures sont utilisées pour accueillir un centre de formation professionnelle pour les enfants d'anciens supplétifs. Les fils de harkis y passent le certificat d'études primaires. Le centre obtient en outre d’excellents résultats sportifs ; tout comme dans les hameau de forestage, les harkis restent sous une discipline militaire stricte et parfois pesante malgré leur grande docilité. Sa fermeture en 1971 fait perdre une dizaine d’emplois aux habitants de la commune et une centaine de clients aux commerçants.

## Politique et administration

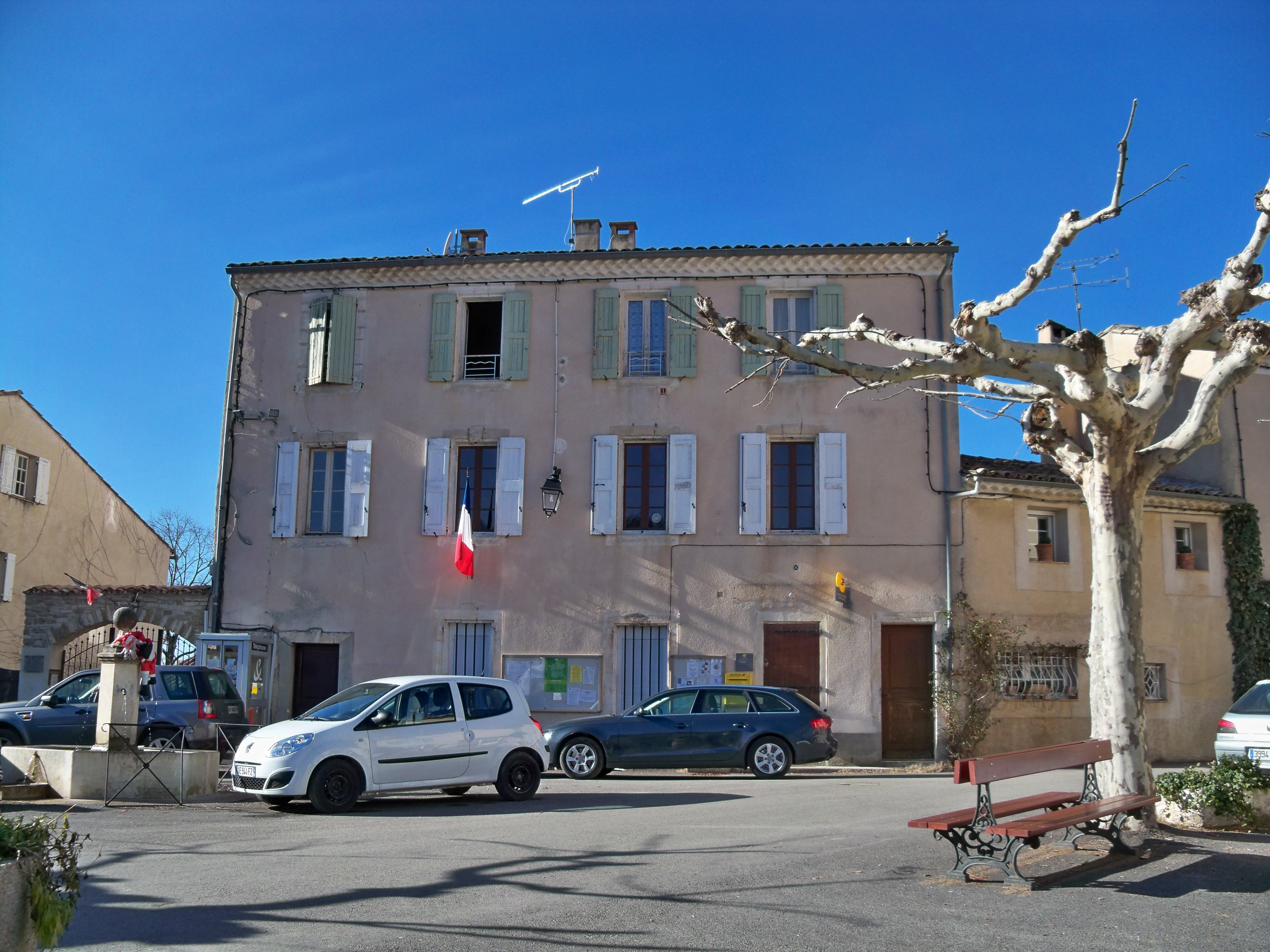
Mairie d'Ongles

### Administration municipale
De par sa taille, la commune dispose d'un conseil municipal de 11 membres (article L2121-2 du Code général des collectivités territoriales). Lors du scrutin de 2008, il n’y eut qu’un seul tour et Robert Pécoul a été réélu conseiller municipal avec le quatrième total de 182 voix, soit 87,73 % des suffrages exprimés. La participation a été de 78,85 %. Il a ensuite été nommé maire par le conseil municipal.

### Liste des maires
L'élection du maire est la grande innovation de la Révolution de 1789. De 1790 à 1795, les maires sont élus au suffrage censitaire pour 2 ans. De 1795 à 1800, il n’y a pas de maires, la commune se contente de désigner un agent municipal qui est délégué à la municipalité de canton.
En 1799-1800, le Consulat revient sur l'élection des maires, qui sont désormais nommés par le pouvoir central. Ce système est conservé par les régimes suivants, à l'exception de la Deuxième République (1848-1851). Après avoir conservé le système autoritaire, la Troisième République libéralise par la loi du 5 avril 1884 l'administration des communes : le conseil municipal, élu au suffrage universel, élit le maire en son sein.
| Période                                  | Période                       | Identité                   | Étiquette | Qualité            |
| ---------------------------------------- | ----------------------------- | -------------------------- | --------- | ------------------ |
| mai 1945                                 |                               | Auguste Laugier            |           |                    |
|                                          |                               |                            |           |                    |
| avant 1962                               |                               | André Laugier              |           |                    |
| 2001                                     | 2014                          | Robert Pecoul              |           |                    |
| avril 2014                               | En cours (au 21 octobre 2014) | Maryse Blanc épouse Ventre | SE        | Assistante sociale |
| Les données manquantes sont à compléter. |                               |                            |           |                    |

### Intercommunalité
Ongles fait partie de la Communauté de communes Pays de Forcalquier - Montagne de Lure.

### Fiscalité
| Taxe                                        | Part communale | Part intercommunale | Part départementale | Part régionale |
| ------------------------------------------- | -------------- | ------------------- | ------------------- | -------------- |
| Taxe d'habitation                           | 5,50 %         | 0,00 %              | 5,53 %              | 0,00 %         |
| Taxe foncière sur les propriétés bâties     | 10,53 %        | 0,00 %              | 14,49 %             | 2,36 %         |
| Taxe foncière sur les propriétés non bâties | 21,70 %        | 0,00 %              | 47,16 %             | 8,85 %         |
| Taxe professionnelle                        | 0,00 %         | 17,91 %             | 10,80 %             | 3,84 %         |

La part régionale de la taxe d'habitation n'est pas applicable.
La taxe professionnelle est remplacée en 2010 par la cotisation foncière des entreprises portant sur la valeur locative des biens immobiliers et par la cotisation sur la valeur ajoutée des entreprises (les deux formant la contribution économique territoriale qui est un impôt local instauré par la loi de finances pour 2010).

### Risques majeurs
Aucune des 200 communes du département n'est en zone de risque sismique nul. Le canton de Saint-Étienne-les-Orgues auquel appartient Ongles est en zone 1b (sismicité faible) selon la classification déterministe de 1991, basée sur les séismes historiques
, et en zone 3 (risque moyen) selon la classification probabiliste EC8 de 2011. La commune d’Ongles est également exposée à trois autres risques naturels :
- feu de forêt,
- inondation,
- mouvement de terrain : de nombreux versants de la commune sont concernés par un aléa moyen à fort[75].

La commune d’Ongles n’est exposée à aucun des risques d’origine technologique recensés par la préfecture et aucun plan de prévention des risques naturels prévisibles (PPR) n’existe pour la commune ; le Dicrim existe depuis 2010.

## Population et société

### Démographie
L'évolution du nombre d'habitants est connue à travers les recensements de la population effectués dans la commune depuis 1765. Pour les communes de moins de 10 000 habitants, une enquête de recensement portant sur toute la population est réalisée tous les cinq ans, les populations de référence des années intermédiaires étant quant à elles estimées par interpolation ou extrapolation. Pour la commune, le premier recensement exhaustif entrant dans le cadre du nouveau dispositif a été réalisé en 2006.

En 2022, la commune comptait 359 habitants, en évolution de −3,23 % par rapport à 2016 (Alpes-de-Haute-Provence : +2,84 %, France hors Mayotte : +2,11 %).
| 1765 | 1793 | 1800 | 1806 | 1821 | 1831 | 1836 | 1841 | 1846 |
| ---- | ---- | ---- | ---- | ---- | ---- | ---- | ---- | ---- |
| 709  | 667  | 619  | 669  | 730  | 827  | 801  | 834  | 828  |

| 1851 | 1856 | 1861 | 1866 | 1872 | 1876 | 1881 | 1886 | 1891 |
| ---- | ---- | ---- | ---- | ---- | ---- | ---- | ---- | ---- |
| 759  | 734  | 701  | 704  | 670  | 681  | 681  | 696  | 623  |

| 1896 | 1901 | 1906 | 1911 | 1921 | 1926 | 1931 | 1936 | 1946 |
| ---- | ---- | ---- | ---- | ---- | ---- | ---- | ---- | ---- |
| 616  | 607  | 538  | 501  | 418  | 386  | 367  | 370  | 320  |

| 1954 | 1962 | 1968 | 1975 | 1982 | 1990 | 1999 | 2006 | 2011 |
| ---- | ---- | ---- | ---- | ---- | ---- | ---- | ---- | ---- |
| 282  | 237  | 240  | 187  | 197  | 239  | 278  | 325  | 351  |

| 2016 | 2021 | 2022 | - | - | - | - | - | - |
| ---- | ---- | ---- | - | - | - | - | - | - |
| 371  | 361  | 359  | - | - | - | - | - | - |

L’histoire démographique d’Ongles, après la saignée des XIVe et XVe siècles et le long mouvement de croissance jusqu’au début du XIXe siècle, est marquée par une période d’« étale » où la population reste relativement stable à un niveau élevé. Cette période dure peu, de 1831 à 1851. L’exode rural provoque ensuite un mouvement de recul démographique rapide et de longue durée. En 1921, la commune a perdu plus de la moitié de sa population par rapport au maximum historique de 1841. Le mouvement de baisse ne s'interrompt définitivement que dans les années 1970. Depuis, la population a repris sa croissance, doublant en trente ans.

### Enseignement
La commune est dotée d’une école primaire.

### Santé
La commune ne dispose ni de structures ni de personnels médicaux. À proximité, on trouve deux médecins à Saint-Étienne-les-Orgues (à 4,3 km). La pharmacie se trouve également à Saint-Étienne-les-Orgues. L'hôpital Saint Michel de Forcalquier est le plus proche (7,6 km). À Forcalquier sont représentées toutes les professions de santé.

### Cultes
La commune fait partie du secteur pastoral Montagne de Lure.

### Personnalités liées à la commune
- Nal (Daurian, Pierre, Sylvestre, Noël), personne morte en déportation.

## Économie

### Aperçu général
En 2009, la population active s’élevait à 147 personnes, dont 11 chômeurs (18 fin 2011). Ces travailleurs sont majoritairement salariés (63 %) et travaillent majoritairement hors de la commune (72 %).

### Voies de communication et transports

#### Services autocars

##### Lignes départementales
Le village est desservi par 1 ligne départementale:
| Ligne | Tracé                            |
| ----- | -------------------------------- |
| B2    | Banon ↔ Ongles ↔ Digne-les-Bains |

### Agriculture
Fin 2010, le secteur primaire (agriculture, sylviculture, pêche) comptait 15 établissements actifs au sens de l’Insee (exploitants non-professionnels inclus) et sept emplois salariés.
Le nombre d’exploitations professionnelles de la commune d'Ongles, selon l’enquête Agreste du ministère de l’Agriculture, est de 9 en 2010. Il était de 11 en 2000, de 27 en 1988. Actuellement, ces exploitants sont essentiellement tournés vers l’élevage ovin (quatre d’entre eux) et les grandes cultures (trois d’entre eux). L'élevage est une part importante de l'agriculture de la commune, dont l'élevage bovin au sein d’exploitations pratiquant la polyculture. On y cultive aussi le lavandin et la sauge sclarée. De 1988 à 2000, la surface agricole utilisée (SAU) a baissé, mais moins vite que le nombre d’exploitations, de 1 000 à 725 ha. La SAU a continué sa baisse régulièrement lors de la dernière décennie, à 524 ha.
La commune est dans l’aire de quatre labels Appellation d'origine contrôlée (AOC) (dont l’huile essentielle de lavande de Haute-Provence et le banon) et de neuf labels indication géographique protégée (IGP) (dont le miel de Provence et l’agneau de Sisteron).
La culture de l’olivier est pratiquée dans la commune depuis des siècles, tout en étant limitée à des surfaces restreintes. La terroir de la commune se situe en effet à la limite altitudinale de l’arbre, qui ne peut que difficilement être exploité au-delà des 650 mètres. La production bénéficie des AOC huile d'olive de Provence et huile d'olive de Haute-Provence.
Les six labels viticoles (alpes-de-haute-provence (IGP) blanc, rouge et rosé et VDP de Méditerranée blanc, rouge et rosé) ne sont pas utilisés, la vigne n’étant pas cultivée pour une production commerciale dans la commune.

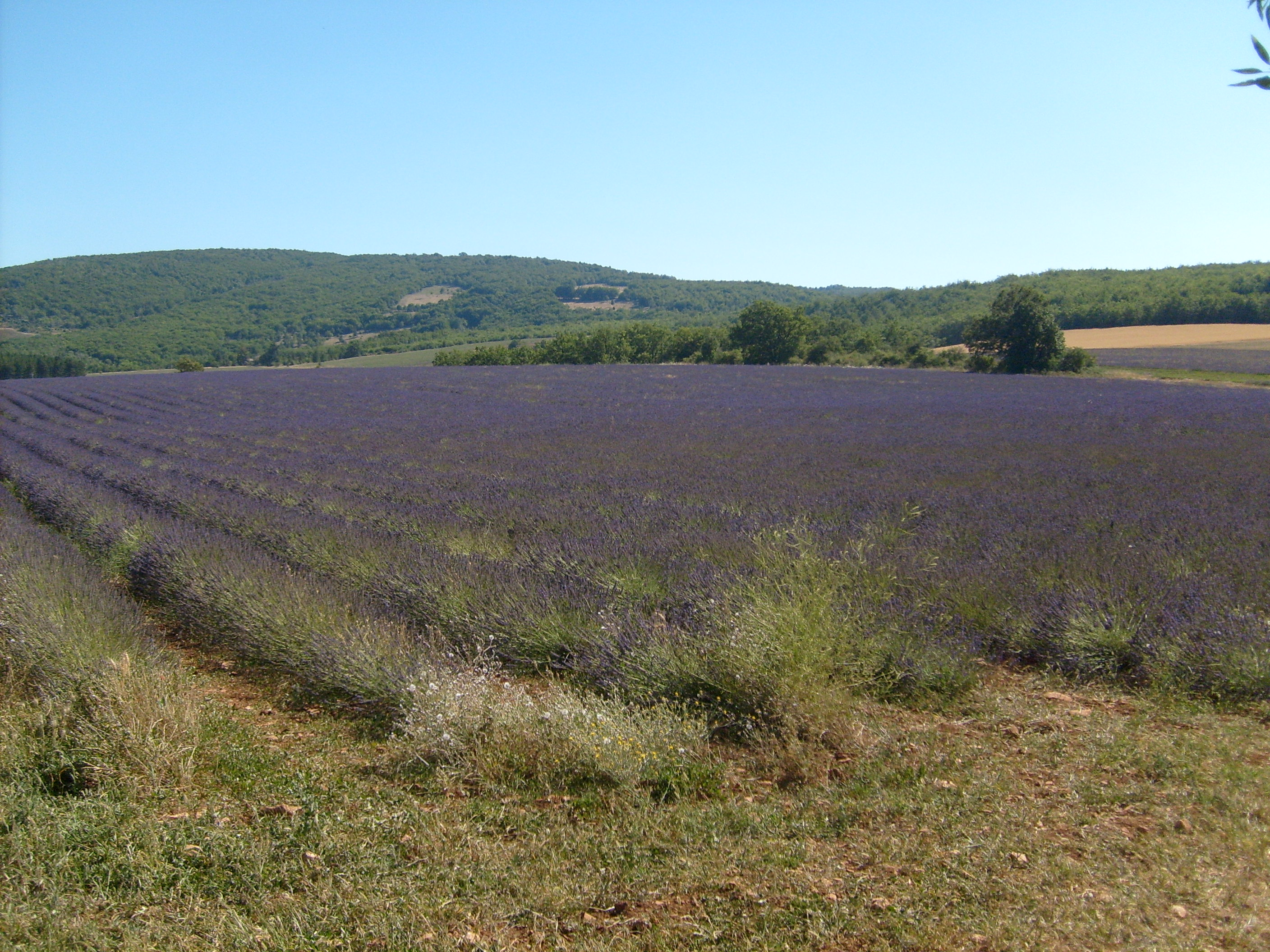
Champ de lavande sur le plateau d'Albion.
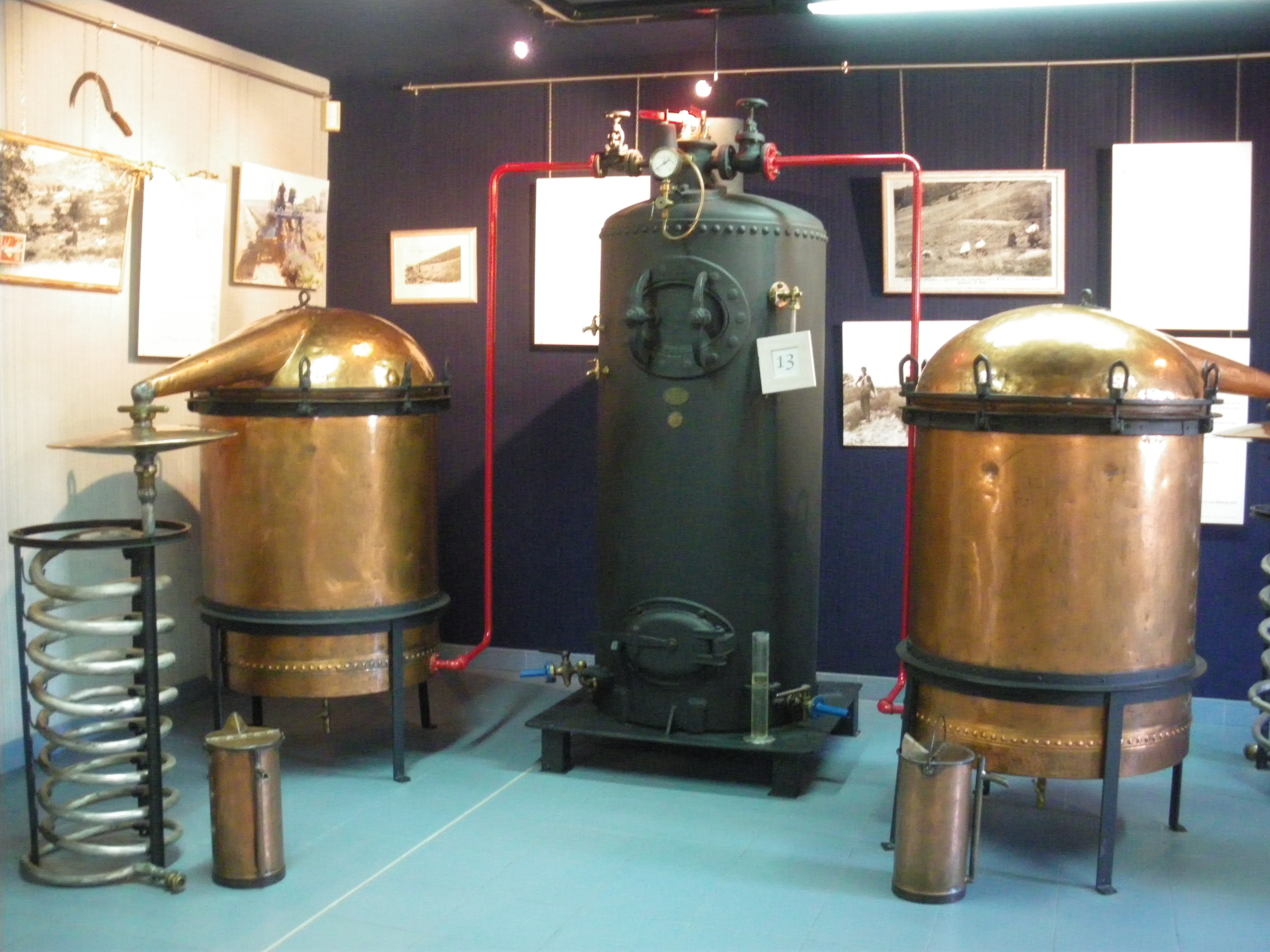
Alambics pour distiller la lavande.
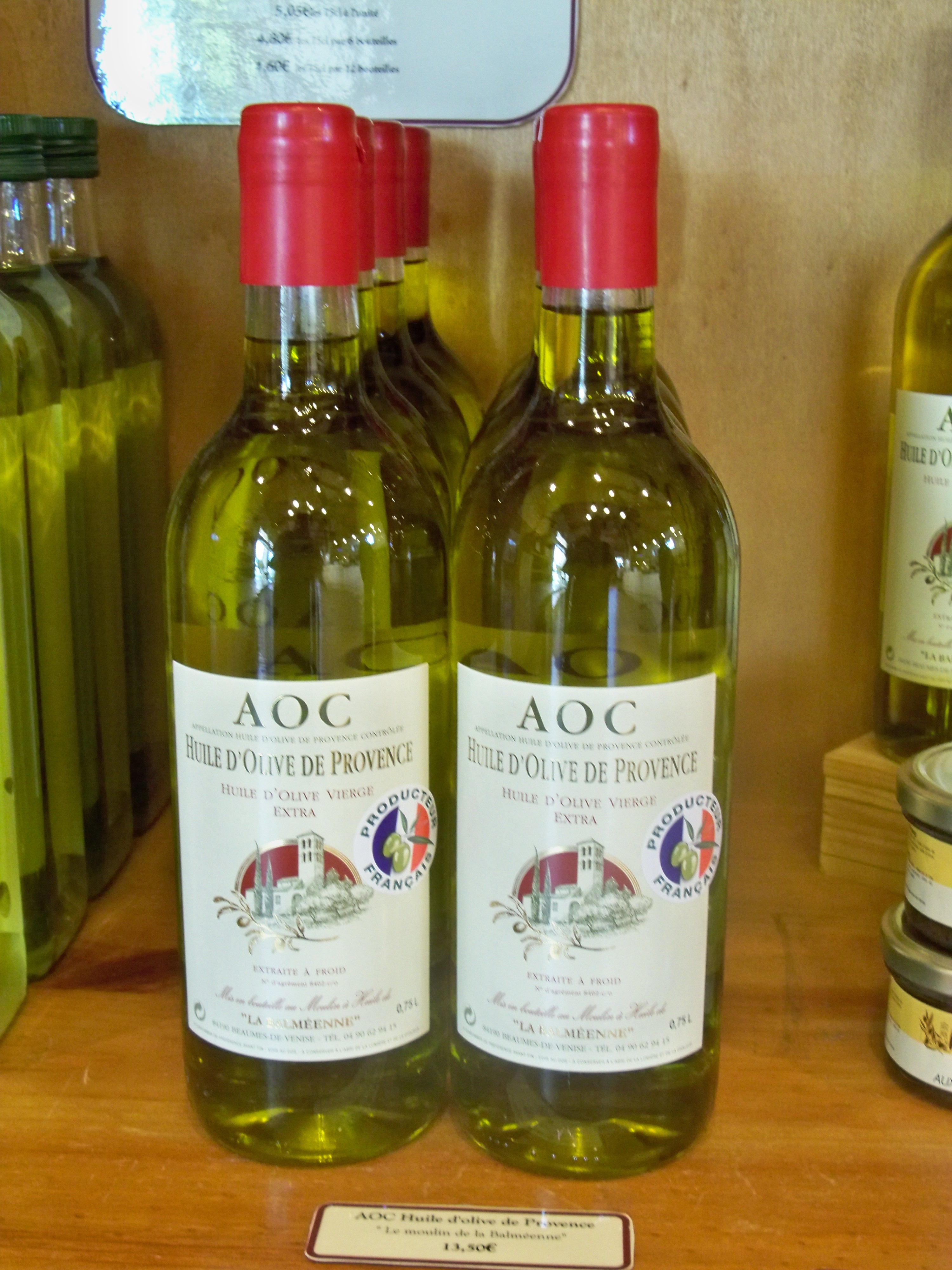
Huile de Provence AOC.
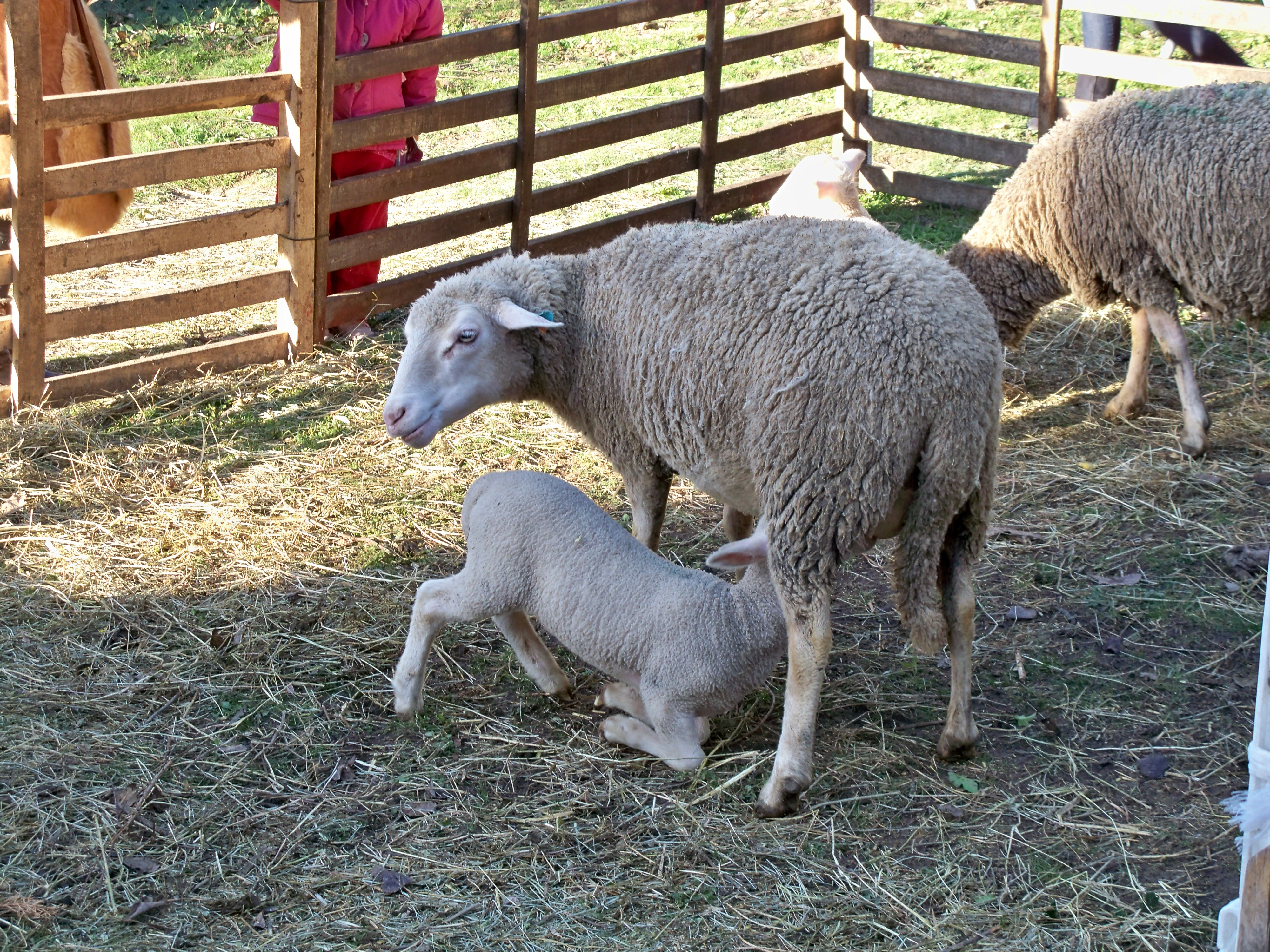
Agneau de Sisteron élevé sous sa mère.
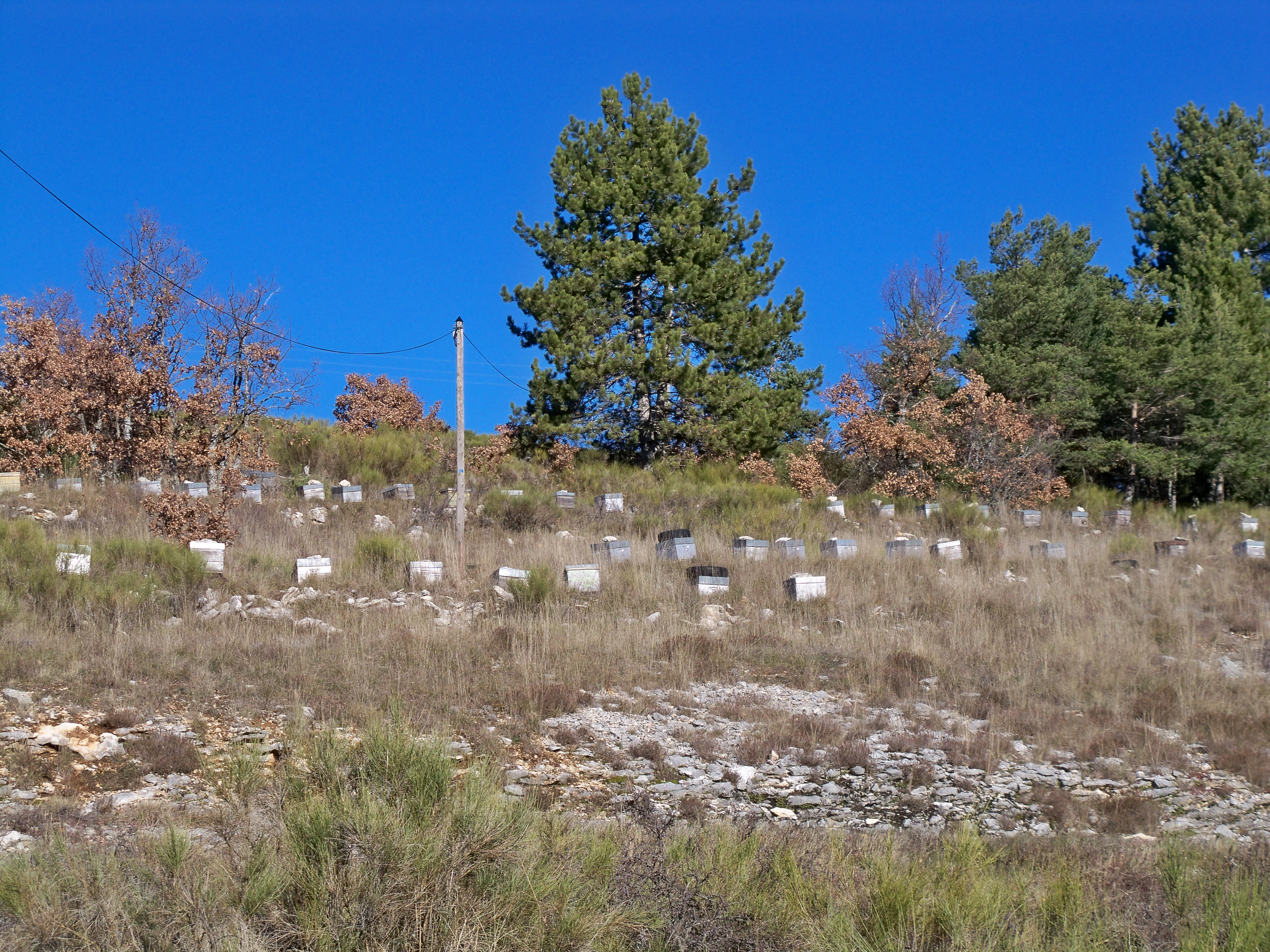
Ruches à la Combe du Pommier.
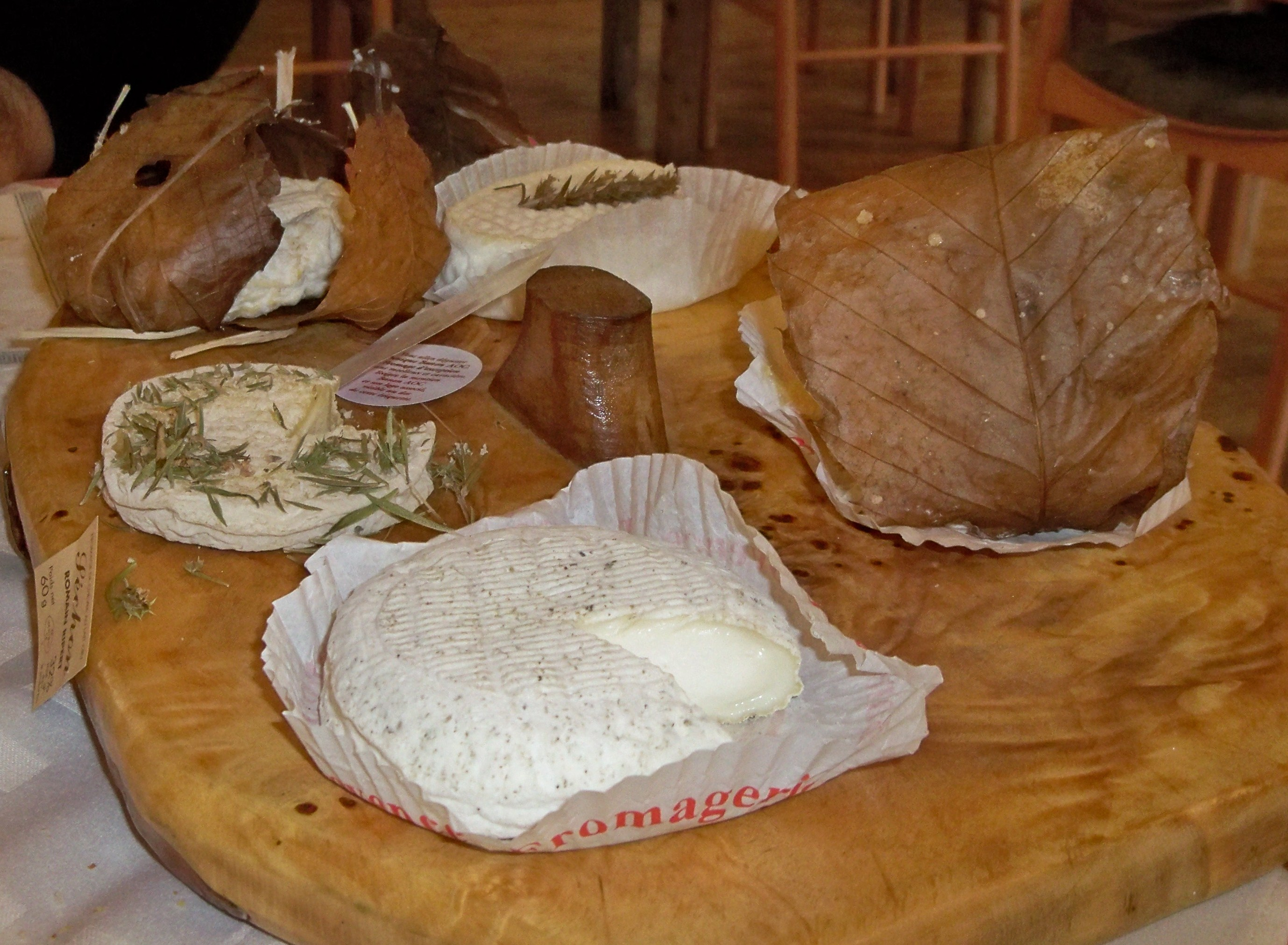
Plateau d'AOC Banon dans un restaurant de Revest-du-Bion.
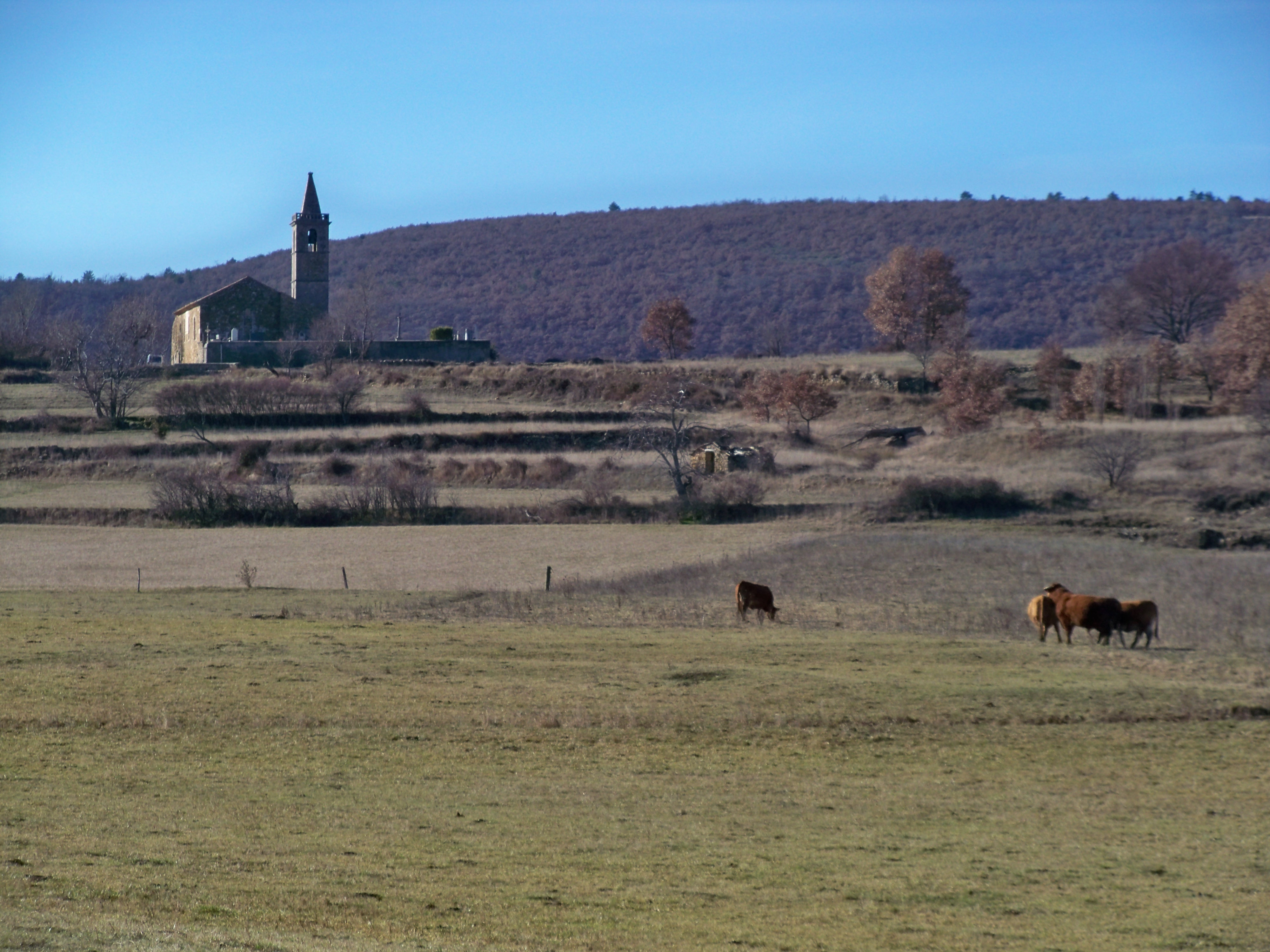
Bovins près du Rocher d'Ongles.

### Artisanat et Industrie
Fin 2010, le secteur secondaire (industrie et construction) comptait neuf établissements, employant 13 salariés. Le plus gros employeur de la commune relève de ce secteur, une entreprise du BTP comptant dix salariés fin 2010.
L’industrie de la commune consiste en la transformation des productions agricoles, comme la distillation des plantes à parfum.

### Activités de service
Fin 2010, le secteur tertiaire (commerces, services) comptait 20 établissements (sans aucun emploi salarié), auxquels s’ajoutent les cinq établissements du secteur administratif (regroupé avec le secteur sanitaire et social et l’enseignement), salariant sept personnes.
D'après l’Observatoire départemental du tourisme, la fonction touristique est d’une importance moyenne pour la commune, avec entre un et cinq touristes accueillis par habitant ; la capacité d'hébergement est entièrement non-marchande. Les hébergements touristiques de la commune d’Ongles relèvent donc de l’offre des particuliers : meublés labellisés et non-labellisés, et chambres d’hôtes. Un gîte d’étape équestre est installé sur la commune, avec d’autres gîtes moins spécialisés,.
Les résidences secondaires apportent une capacité d’accueil importante pour la fréquentation touristique : au nombre de 103, elles représentent 37 % des logements. Parmi les résidences secondaires, 14 possèdent plus d’un logement,.

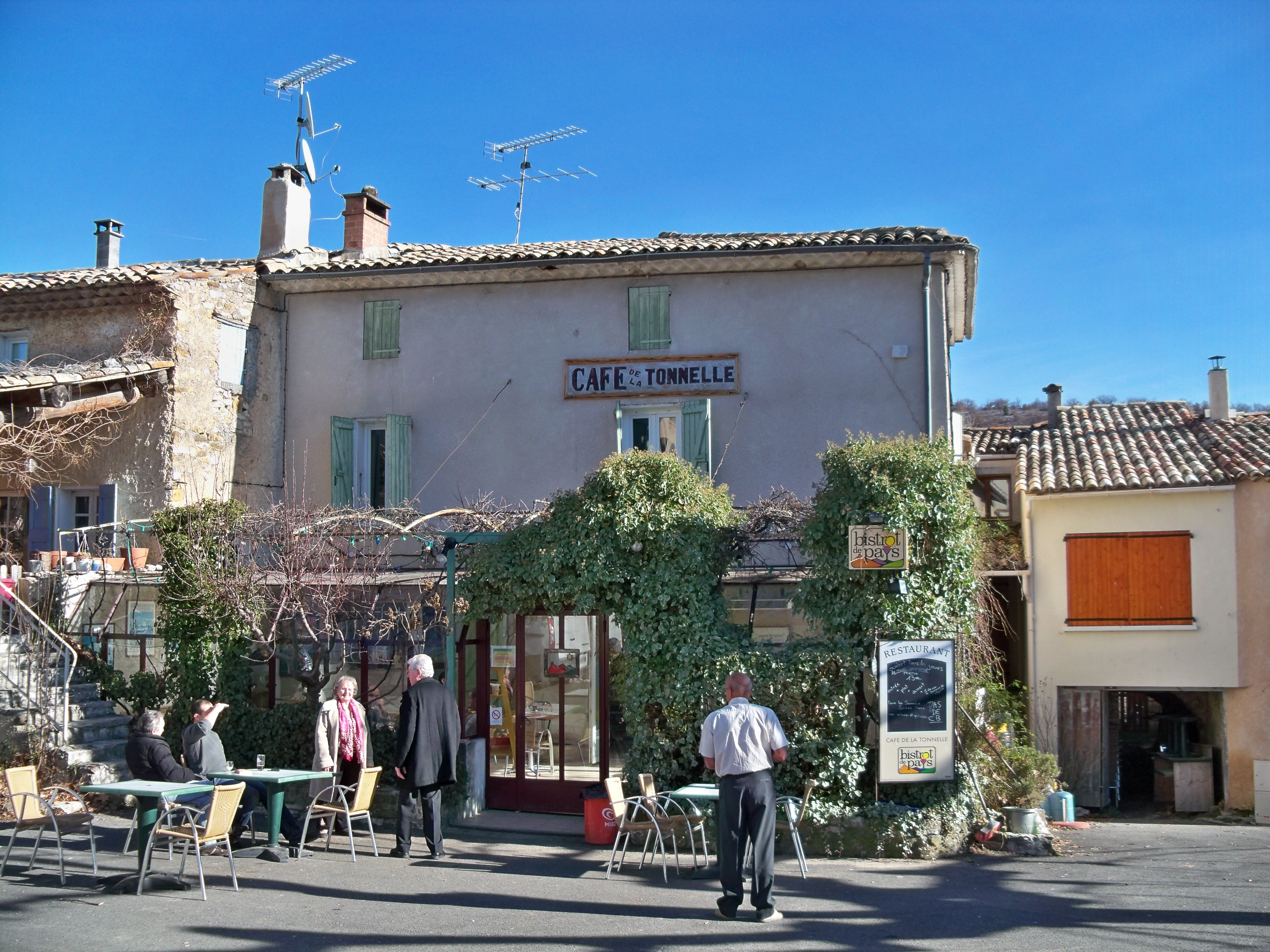
Bistrot de Pays d'Ongles

Le Café de la Tonnelle, qui porte le label Bistrot de Pays, adhère à une charte dont le but est de « contribuer à la conservation et à l’animation du tissu économique et social en milieu rural par le maintien d’un lieu de vie du village ». Il existe d’autres restaurants et artisans de bouche.
La foire d’août est réputée.

## Lieux et monuments
Les ruines de l’ancien village et de son église du XIIIe siècle sont visibles à Vière, but de promenade des Onglois. Le site est classé sur une superficie de 129 hectares en août 2013. L’église, qui date du XIIe siècle selon Raymond Collier, présentait l’originalité pour la région de posséder un transept .
Le château, bien que datant des années 1670/1680, est construit en style Louis XIII. Il abrite depuis 2008 la Maison d'Histoire et de Mémoire d'Ongles (MHeMO) qui comprend une exposition permanente intitulée "Ils arrivent demain", relatant l'histoire des familles de harkis arrivées dans le village en 1962. L’église paroissiale, ancienne chapelle castrale, est installée sous la cage d’escalier .

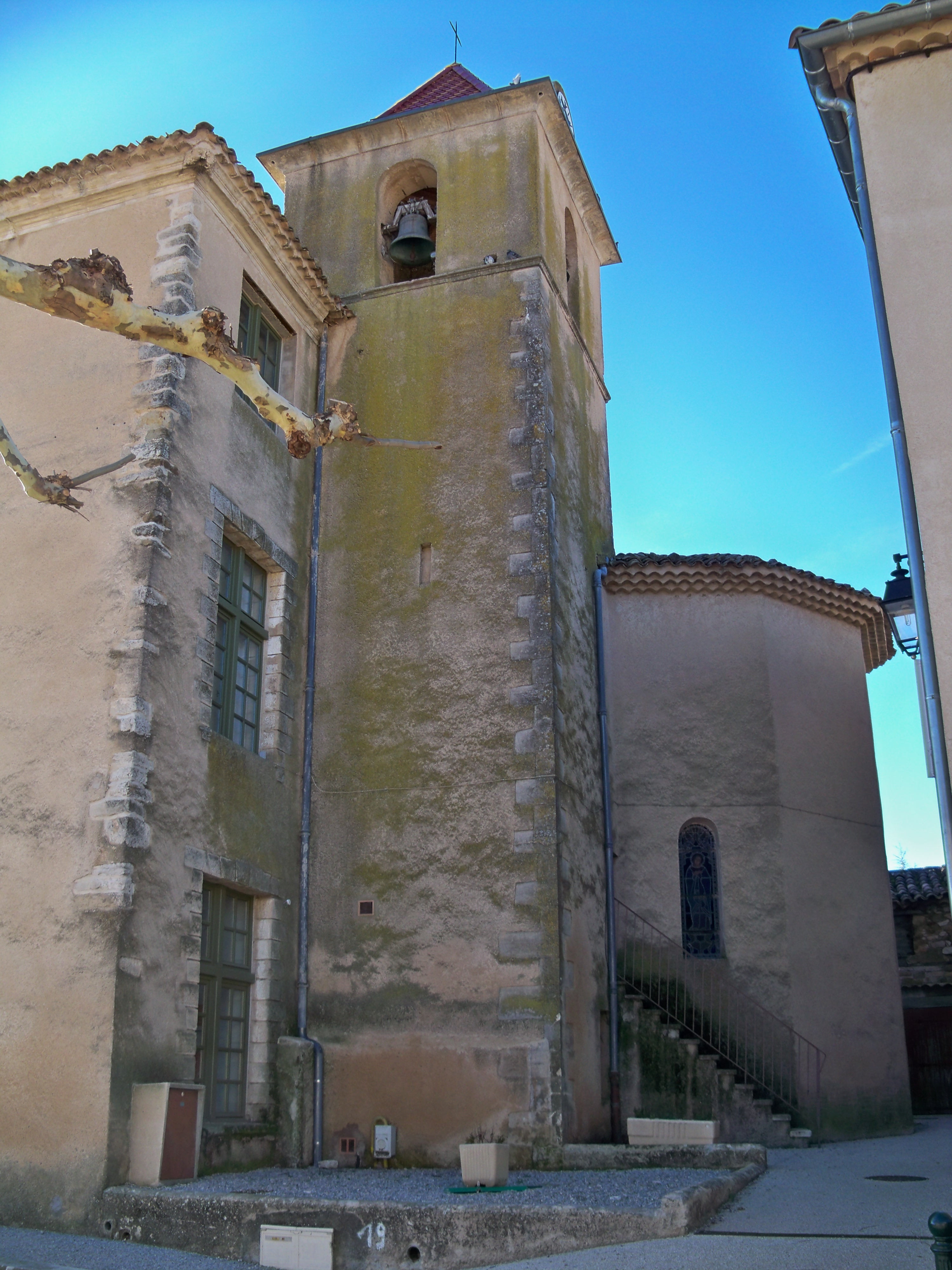
L'église d'Ongles.

L’église Notre-Dame, au Rocher d’Ongles, est construite au XIIe ou au XIIIe siècles . Elle a été appelée Notre-Dame de Pitié, du Revers, de Revots ou de Benonos. Il subsiste de l’état original le chevet, le mur nord, une partie du mur sud. Le mur sud et la voûte, en berceau brisé, datent du XIIe siècle. La nef comprend trois travées, débouchant dans un chœur à chevet plat . L’ensemble est fait d’un appareil petit mais régulier, sans être monotone selon Daniel Thiery. La seule porte est au sud, et daterait du XVIIe siècle. Le clocher date de 1862. Son chœur est entièrement recouvert de peintures du XVIIe siècle, la voûte étant peinte au siècle suivant , dont un tableau représentant la Présentation au Temple et saint Michel, du XVIIe siècle, classé monument historique au titre objet. À proximité se trouve un bâtiment construit en 1866, qui a servi d’école de filles puis de presbytère.
Directement accolé à l’ouest de cette église, se trouve un ermitage, dont la porte orientée au sud est surmontée d’une pierre ornée d’une croix sculptée en remploi datant de l’époque mérovingienne.
L’un des oratoires d’Ongles date du XVIIe siècle : orné d’une plaque émaillée, c’est l’un des plus vieux de la région.

## Héraldique
Les armoiries de la commune sont similaires à celles des barons de Vins, qui possédèrent la seigneurie.
| Blason de Ongles | Blason  | D'azur à une tour d'or maçonnée et ouverte de sable, accostée de deux étoiles d'or, la tour posée sur une terrasse du même, chargée du mot ONGLES en caractères de sable,. |
| Blason de Ongles | Détails | Le statut officiel du blason reste à déterminer. |